# Francisco Z. Mena (municipalité)
La municipalité de Francisco Z. Mena est l'une des 217 municipalités de l'État de Puebla, et est située dans les confins nord de cet État. Située à l'ouest du golfe du Mexique, elle fait partie du bassin versant du fleuve Río Tuxpan. Elle est limitrophe à l'est, au nord et à l'ouest de l'État de Veracruz. Son chef-lieu est la ville de Metlaltoyuca. Elle dépend de la région Sierra Norte, qui est une des 7 régions administratives de l'État de Puebla.

## Géographie
La municipalité de Francisco Z. Mena est traversée du sud au nord par la rivière Pantepec, qui est un des deux principaux affluents du fleuve Río Tuxpan. Établie sur les piémonts orientaux du massif de la Sierra Madre orientale, son altitude oscille entre 60 et 400 mètres,. Son chef-lieu, la ville de Metlaltoyuca, se trouve dans la partie nord-ouest de son territoire. Ce territoire couvre une superficie de 430,48 km2, et était peuplé en 2020 de 17 824 habitants, pour une densité de 41,4 habitants par km2.
Cette municipalité est limitrophe au nord, dans l'État de Veracruz, de celle d'Álamo Temapache, à l'ouest de celle d'Ixhuatlán de Madero, au sud, dans l'État de Puebla, de celles de Pantepec et de Venustiano Carranza, et à l'est, à nouveau dans l'État de Veracruz, de celles de Tihuatlán et de Castillo de Teayo.

## Composition et démographie
La municipalité était composée en 2010 de 140 localités.
| Localité            | Population |
| ------------------- | ---------- |
| Metlaltoyuca        | 3696       |
| La Pahua            | 1117       |
| Huitzilac           | 1094       |
| Jaltocan            | 1004       |
| Reste des localités | 9359       |
| Total population    | 16 270     |

En plus de l'espagnol, plusieurs langues amérindiennes sont parlées dans la municipalité, dont les principales sont par ordre d'importance : le nahuatl, le totonaque, l'otomí, les autres langues étant plus marginales.

## Histoire
Durant la période préhispanique, cette micro-région dépendait de la ville aztèque de Texcoco.
L'église paroissiale de Metlaltoyuca, placée sous le vocable de San Isidro Labrador, a été fondée en 1873.
La municipalité de Francisco Z. Mena est créée en 1910 ; son nom lui fut donné en l'honneur du général Francisco Z. Mena (es) (1841-1908), qui combattit les troupes françaises dans la région de Puebla lors de l'expédition du Mexique entre 1862 et 1867.

## Économie

### Pétrochimie
La municipalité fait partie du bassin producteur d'hydrocarbures de Chicontepec, qui s'étend du nord au sud dans le nord de l'État de Veracruz, et déborde légèrement dans celui de Puebla. Malgré d'importants investissements de l'État et de la compagnie pétrolière publique Pemex, sa production n'excède pas 200 barils par jour.